# David Goldberg
Pour les articles homonymes, voir Goldberg.
David Edward Goldberg (né en 1953) est un chercheur américain en informatique, professeur du département Industrial and System Engineering (en) à l'Université d'Illinois à Urbana-Champaign.
Il est un des principaux chercheurs et vulgarisateurs des algorithmes génétiques. Il est le directeur du laboratoire "algorithmes génétiques" de l'Illinois (IlliGAL), et également le responsable scientifique de la société Nextumi Inc. Il est en particulier l'auteur du livre Genetic Algorithms in Search, Optimization, and Machine Learning publié en 1989, qui sera le principal vecteur de la popularisation des algorithmes génétiques. Le livre sera publié en Français en 1994 sous le titre Algorithmes Génétiques Il reste l'un des chercheurs principaux dans ce domaine et a par exemple travaillé avec Kalyanmoy Deb (en) ou Jeff Horn.
Il soutint son doctorat en 1983 à l'université du Michigan sous la direction de John Henry Holland et E. Benjamin Wylie. Il a reçu en 2003 la chaire Jerry Dobrovolny à l'université d'Urbana-Champaign.

## Autres Publications
- 1991. Real-coded genetic algorithms. Virtual alphabets, and blocking. Complex Systems 5, p. 139–167.
- 1995. Life Skills and Leadership for Engineers. McGraw Hill
- 2002. The design of innovation: Lessons from and for competent genetic algorithms. Kluwer Academic Publishers.
- 2006. The entrepreneurial engineer. Wiley.